# Burg Liebenfels (Kärnten)
Die Burgruine Liebenfels ist eine Zwillingsburg auf einer Felskuppe nordöstlich der Gemeinde Liebenfels im Bezirk Sankt Veit an der Glan, dem historischen Zentralraum von Kärnten (Österreich). Die erhaltenen Bauteile stammen aus der Romanik bis hin zur Renaissance.

## Geschichte
Liebenfels wurde 1312 als Liewenvelse erstmals urkundlich genannt. Zwischen 1484 und 1490 war die Burg von den Ungarn erobert, besetzt und dabei teilweise zerstört worden. Aus dieser Besatzungszeit stammen noch Bollwerkreste unterhalb der mittelalterlichen Anlage.
Valvasor stellt die Höhenburg um 1690 bereits als „fast verödet“ dar.

## Anlage

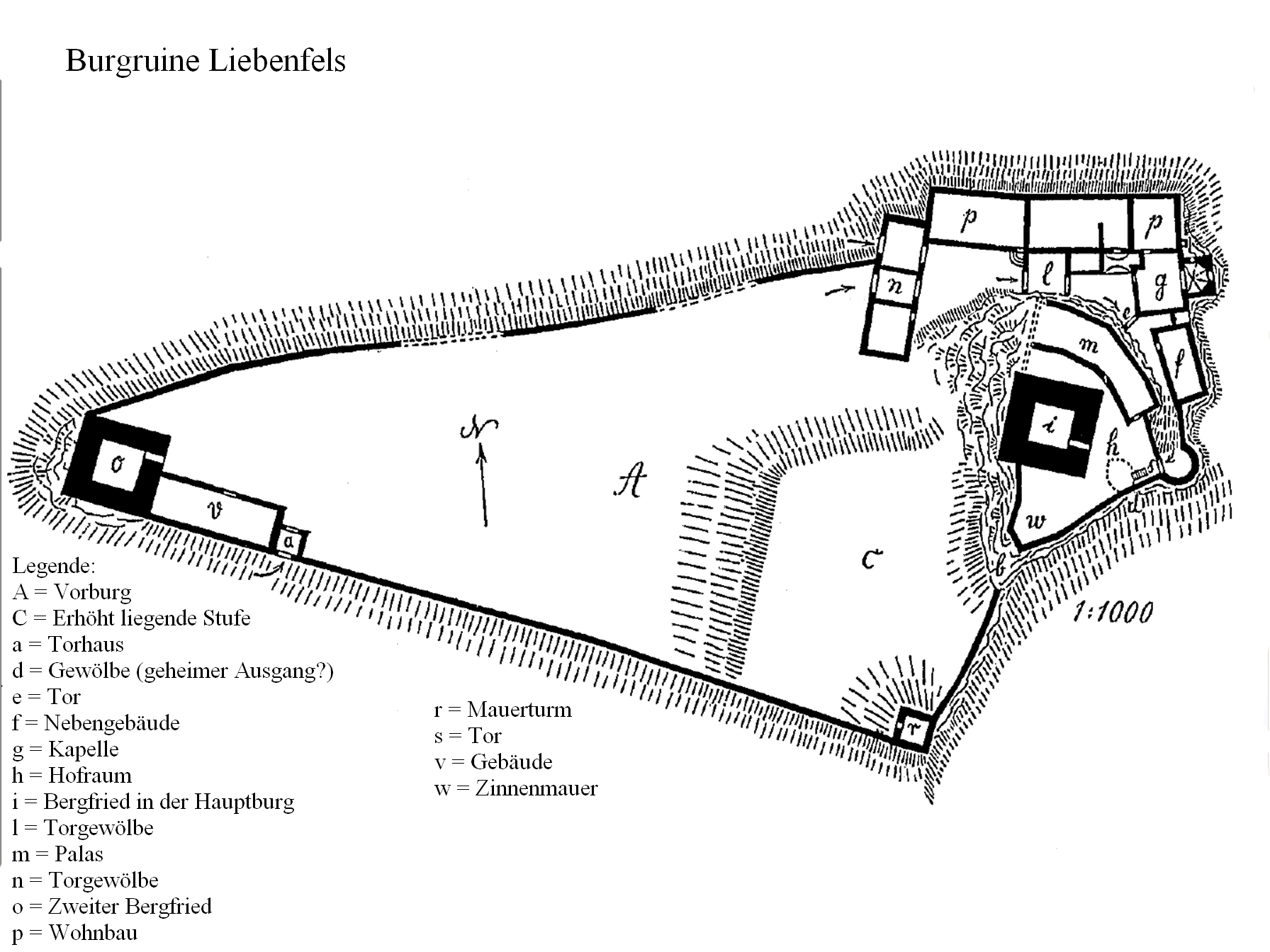
Übersichtsplan der Burgruine Liebenfels

Bemerkenswert sind die beiden massiven Bergfriede aus der Zeit um 1300 bzw. dem frühen 14. Jahrhundert, wovon sich einer in der Hochburg und einer in der ausgedehnten Vorburg befindet. Der Bergfried der Hochburg verfügt über sechs Geschoße und befindet sich inmitten der kleinräumigen Hochburg. Dieser Bergfried verfügt im vorletzten Obergeschoß über eine auffällige Fenstergruppe, die von F. X. Kohla als Signal-Fenster gedeutet wurde. Dabei handelt es sich um die charakteristischen Fenster einer beheizten Stube. 
Die Hochburg, die sich um den größeren Bergfried gruppiert, beinhaltet auch den ehemaligen Palas, der im Obergeschoß über einen Saal mit drei ehemaligen Biforien und einer anschließenden, beheizbaren Stube verfügte. Von dieser Wohnstube zeugt noch die gegen Norden blickende auffällige fünfteilige Fenstergruppe, die auf eine Blockwerkstube bzw. Bohlenstube hindeutet.
Die Anlage wird von einer frühgotischen Ringmauer mit noch erhaltenen Zinnen umgeben. Die ebenfalls frühgotische Burgkapelle ist zweigeschoßig. An die Kapelle schließt im Norden ein weiterer gotischer Wohnbau mit Treppengiebeln und Befunden einer beheizbaren Stube und den bereits am Bergfried und Palas zu beobachteten charakteristischen Stubenfenstern.

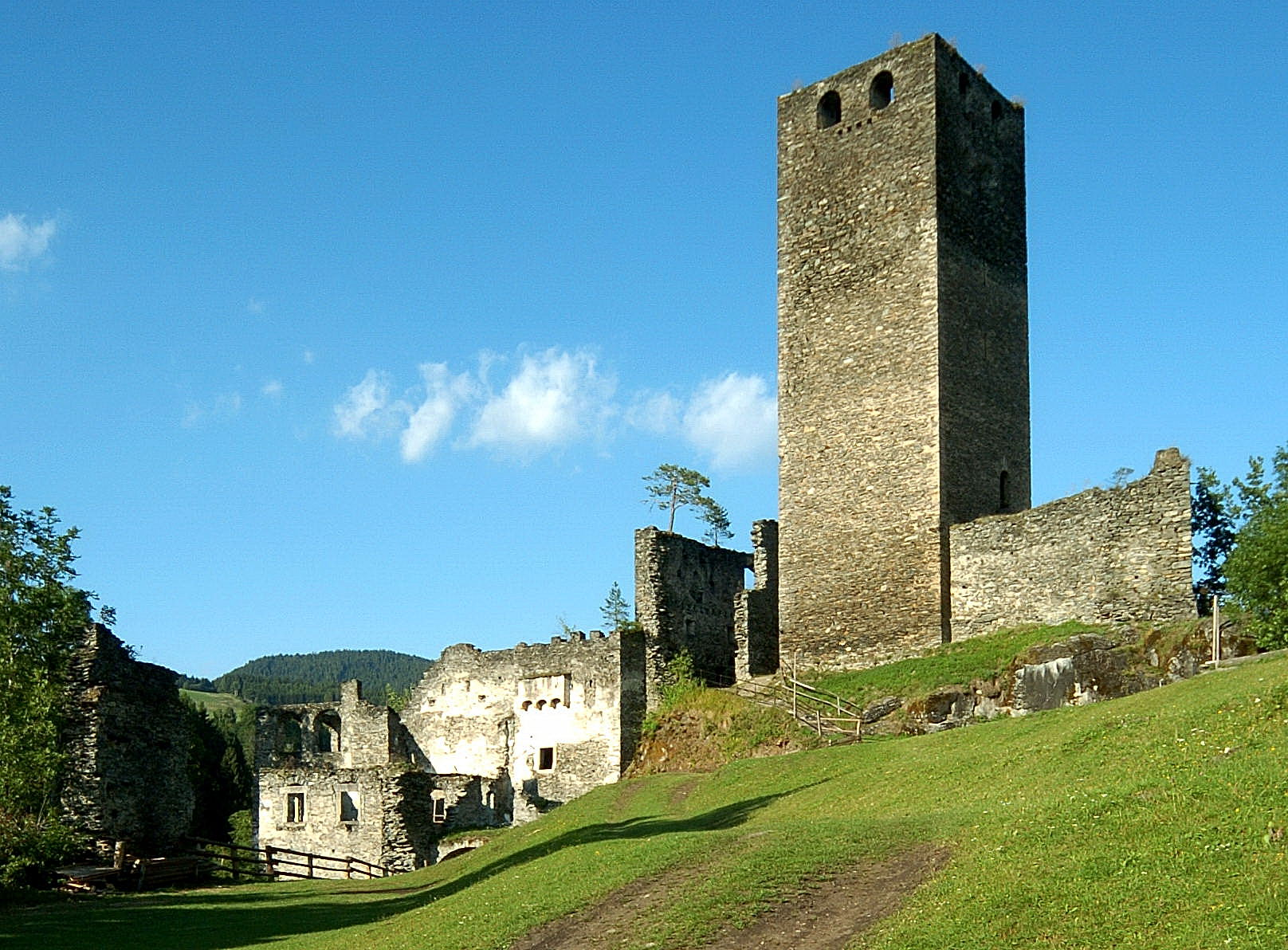
Östlicher Teil der Burg, mit Bergfried
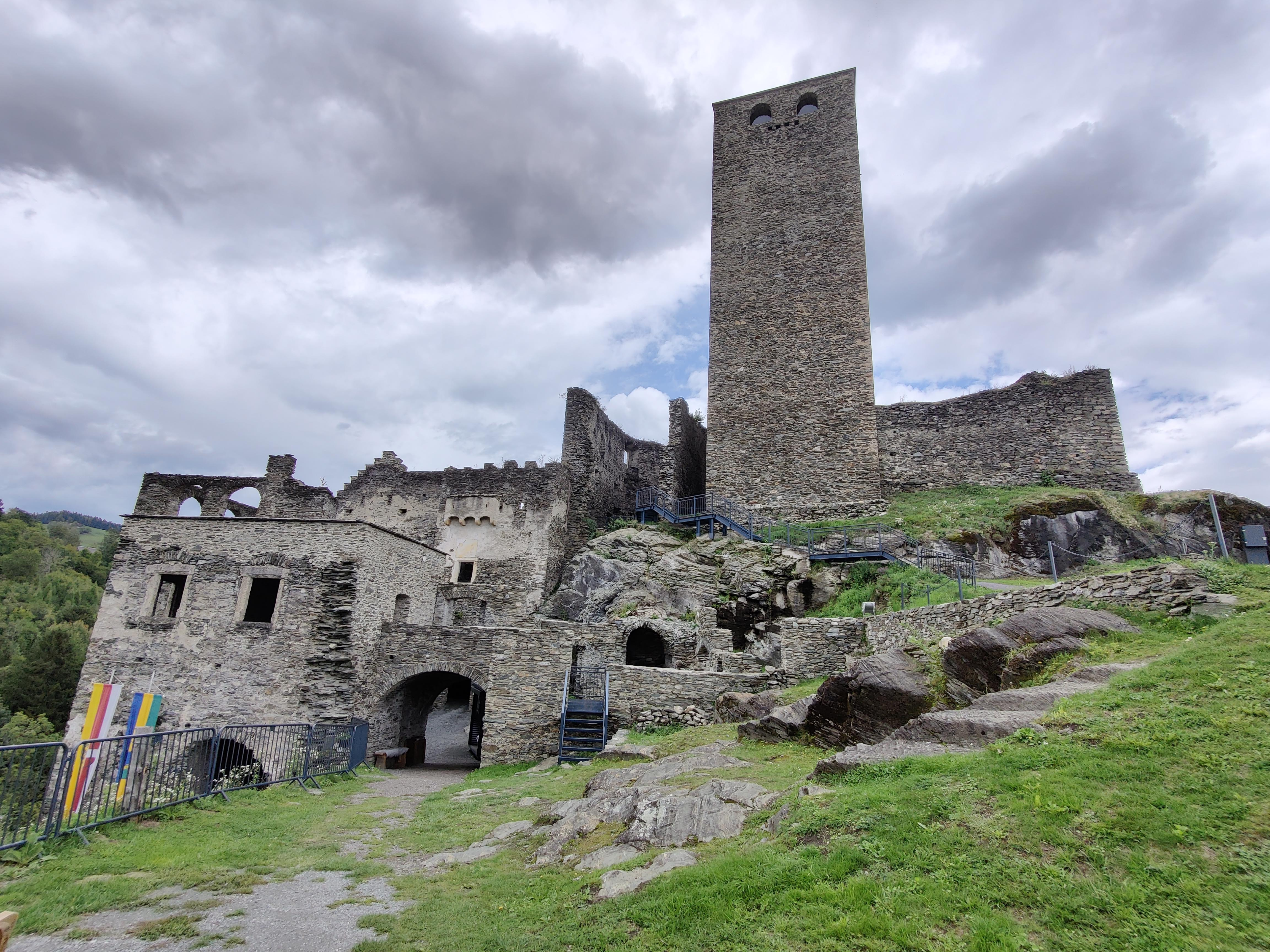
Hauptburg
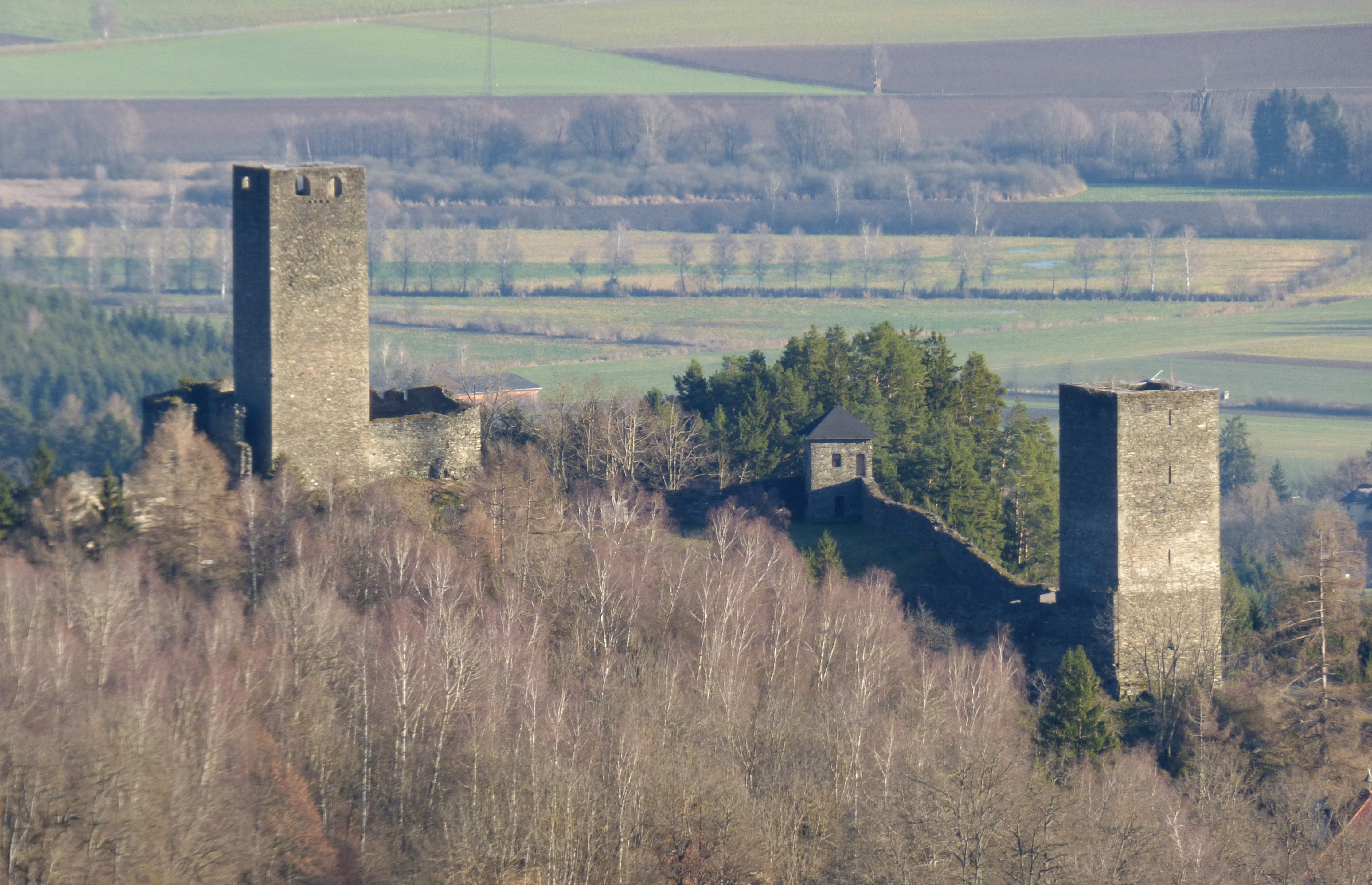
Links Hauptburg mit Bergfried, rechts zweiter Bergfried
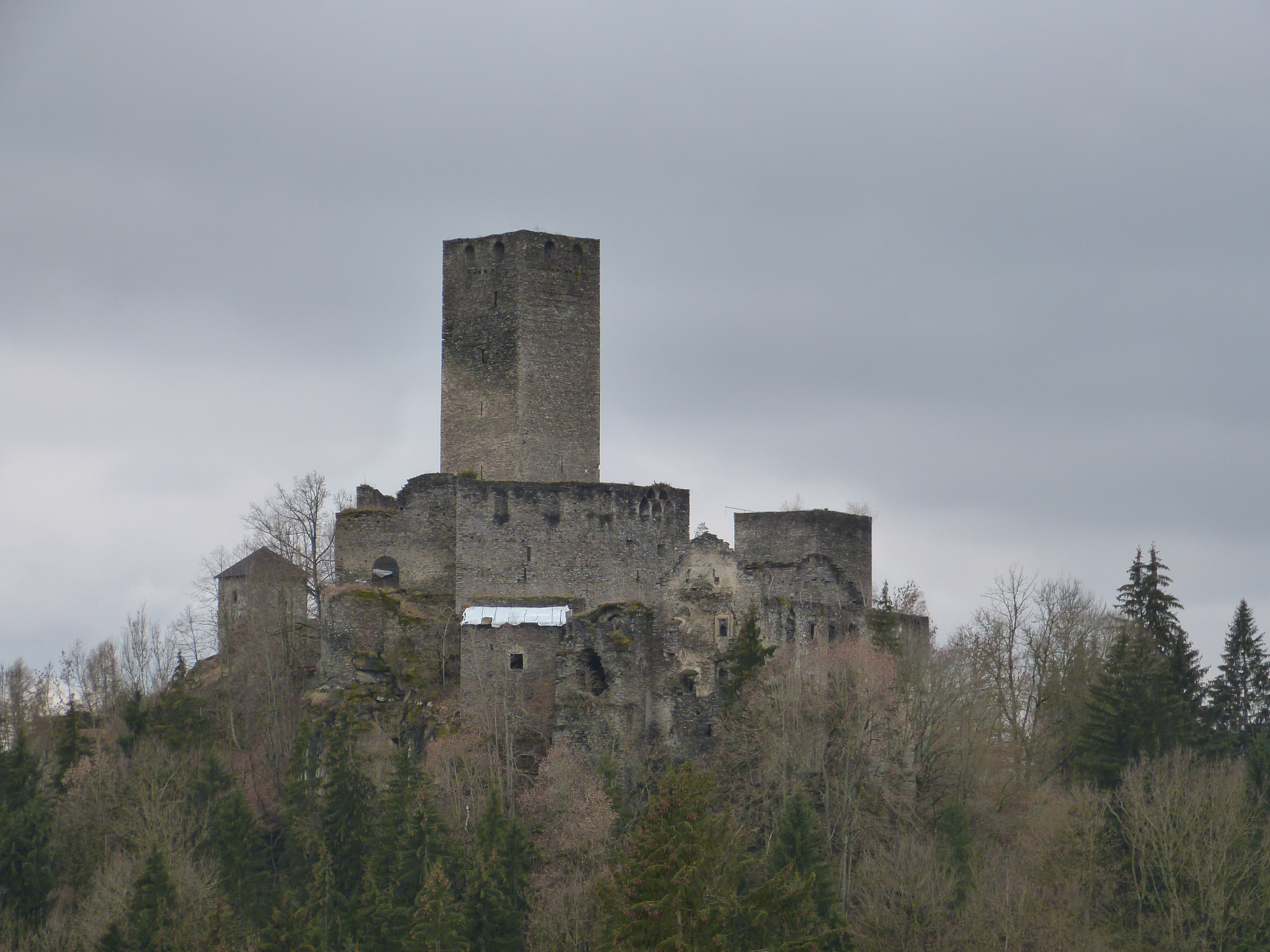
Palas, Wohnbauten und Nebengebäude östlich unterhalb des Bergfrieds
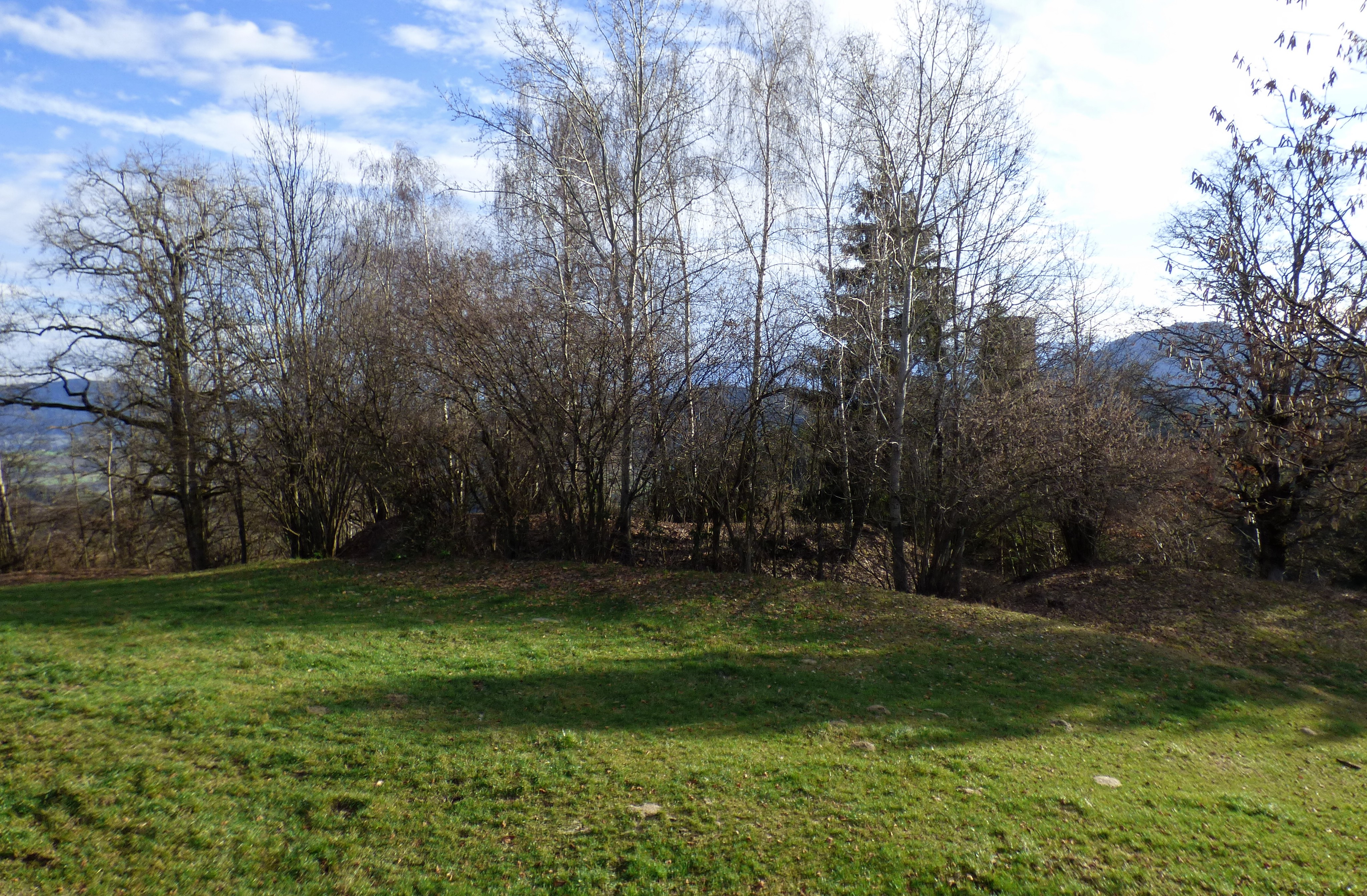
200 m nördlich der Burg: Reste eines Bollwerks der Belagerung durch Ungarn, 15. Jahrhundert